# Cantón Azogues
El cantón Azogues es una entidad territorial subnacional ecuatoriana, de la Provincia de Cañar. Su cabecera cantonal es la ciudad de Azogues, lugar donde se agrupa gran parte de su población total.

## Organización territorial
La ciudad y el cantón Azogues, al igual que las demás localidades ecuatorianas, se rige por una municipalidad según lo estipulado en la Constitución Política Nacional. El Gobierno Municipal de Azogues es una entidad de gobierno seccional que administra el cantón de forma autónoma al gobierno central. La municipalidad está organizada por la separación de poderes de carácter ejecutivo representado por el alcalde, y otro de carácter legislativo conformado por los miembros del concejo cantonal. El Alcalde es la máxima autoridad administrativa y política del Cantón Azogues. Es la cabeza del cabildo y representante del Municipio.
El cantón se divide en parroquias que pueden ser urbanas o rurales y son representadas por los Gobiernos Parroquiales ante la alcaldía de Azogues.

### Parroquia urbana
- Azogues (cabecera cantonal)

### Parroquias rurales
- Cojitambo
- Guapán
- Javier Loyola
- Luis Cordero
- Pindilig
- Rivera
- San Miguel
- Taday

## Población de las parroquias del cantón de Azogues
| Parroquia                              | Tipo    | Habitantes |
| -------------------------------------- | ------- | ---------- |
| Bayas, Azogues, Borrero, San Francisco | Urbanas | 86.276     |
| Cojitambo                              | Rural   | 4.156      |
| Guapán                                 | Rural   | 9.818      |
| Javier Loyola                          | Rural   | 5.927      |
| Luis Cordero                           | Rural   | 3.647      |
| Pindilig                               | Rural   | 2.473      |
| Rivera                                 | Rural   | 1.947      |
| San Miguel                             | Rural   | 4.031      |
| Taday                                  | Rural   | 1.822      |
| Total                                  |         | 116.066    |